# Modena Football Club 2007-2008
Questa pagina raccoglie le informazioni relative alle competizioni ufficiali disputate dal Modena Football Club nella stagione 2007-2008.

## Stagione
Nella stagione 2007-2008 il Modena ha disputato il campionato cadetto, con 46 punti ottiene il sedicesimo posto. Allenato da Bortolo Mutti disputa un discreto girone di andata, nel quale ha raccolto 26 punti a metà classifica, poi ha patito un vistoso calo, sempre più risucchiato nelle zone basse della classifica, così il 19 aprile dopo la sconfitta (3-1) di Trieste, terza di fila, il tecnico bergamasco viene rilevato da Daniele Zoratto che nelle ultime cinque giornate ha guidato i canarini alla salvezza. Tra l'altro non c'è stato bisogno di ricorrere ai Play-out per la prima volta, per determinare la quarta retrocessa, così con il Cesena, lo Spezia ed il Ravenna, è sceso di categoria l'Avellino, poi ripescato per la crisi societaria del Messina. Il miglior realizzatore modenese di stagione con 18 reti è stato il napoletano Salvatore Bruno. Nella Coppa Italia i gialloblù subito fuori nel primo turno, superati dal Bologna nel derby emiliano (2-1).

## Rosa
| N. |                     | Ruolo | Calciatore            |
| -- | ------------------- | ----- | --------------------- |
| 2  | Italia (bandiera)   | D     | Paolo Ricchi          |
| 3  | Colombia (bandiera) | C     | Jorge Bolaño          |
| 4  | Italia (bandiera)   | C     | Luca Baldo            |
| 4  | Italia (bandiera)   | C     | Raffaele Longo        |
| 5  | Italia (bandiera)   | D     | Armando Perna         |
| 6  | Italia (bandiera)   | D     | Luca Ungari           |
| 7  | Italia (bandiera)   | C     | Carlo Luisi           |
| 7  | Francia (bandiera)  | C     | Jonathan Biabiany     |
| 8  | Italia (bandiera)   | C     | Alex Pinardi          |
| 9  | Italia (bandiera)   | A     | Salvatore Bruno       |
| 10 | Italia (bandiera)   | D     | Angelo Antonazzo      |
| 11 | Italia (bandiera)   | C     | Claudio Pani          |
| 13 | Italia (bandiera)   | D     | Simone Gozzi          |
| 14 | Italia (bandiera)   | C     | Alessandro Giovanardi |
| 15 | Italia (bandiera)   | C     | Fabio Gatti           |
| 17 | Italia (bandiera)   | C     | Domenico Giampà       |
| 18 | Italia (bandiera)   | A     | Francesco Stanco      |

| N. |                           | Ruolo | Calciatore               |
| -- | ------------------------- | ----- | ------------------------ |
| 18 | Tunisia (bandiera)        | C     | Ahmed Guilouzi           |
| 19 | Italia (bandiera)         | A     | Roberto Colacone         |
| 20 | Italia (bandiera)         | C     | Cris Gilioli             |
| 21 | Francia (bandiera)        | D     | Nicolas Frey             |
| 22 | Italia (bandiera)         | D     | Claudio Cola             |
| 23 | Italia (bandiera)         | D     | Juri Tamburini           |
| 24 | Italia (bandiera)         | C     | Marco Nicoletti          |
| 28 | Italia (bandiera)         | D     | Stefano Lombardi         |
| 30 | Costa d'Avorio (bandiera) | A     | Jean Romaric Kevin Koffi |
| 33 | Italia (bandiera)         | D     | Alessandro Bastrini      |
| 50 | Italia (bandiera)         | P     | Antonio Narciso          |
| 76 | Italia (bandiera)         | A     | Enrico Fantini           |
| 78 | Italia (bandiera)         | P     | Giorgio Frezzolini       |
| 88 | Italia (bandiera)         | P     | Edoardo Rolli            |
| 89 | Italia (bandiera)         | A     | Stefano Okaka            |
| 99 | Italia (bandiera)         | A     | Antonio Russo            |

## Risultati

### Serie B

#### Girone di andata
| Arbitro: | Palanca (Roma) |

|                              |           |  |
| Longo 76’, 85’ Antonazzo 87’ | Marcatori |  |

| Arbitro: | Girardi (San Donà di Piave) |

|              |           |                     |
| Kharja 45+2’ | Marcatori | 56’ Okaka 65’ Bruno |

| Arbitro: | C. Russo (Nola) |

|                         |           |                          |
| Pinardi 54’ Longo 90+3’ | Marcatori | 5’ Guidetti 22’ do Prado |

| Verona 15 settembre 2007, ore 16:00 CEST 4ª giornata | Chievo                   | 0 – 0 referto | Modena | Stadio Marcantonio Bentegodi (6.592 spett.)\| Arbitro: \| Morganti (Ascoli Piceno) \| |
| Arbitro:                                             | Morganti (Ascoli Piceno) |               |        |                                                                                       |

| Arbitro: | Valeri (Roma) |

|                     |           |                             |
| Longo 50’ Bruno 57’ | Marcatori | 35’ Poloni 51’, 88’ Cellini |

| Arbitro: | Damato (Barletta) |

|                 |           |  |
| Vantaggiato 78’ | Marcatori |  |

| Arbitro: | Pantana (Macerata) |

|           |           |  |
| Bruno 26’ | Marcatori |  |

| Arbitro: | Marelli (Como) |

|                                            |           |                |
| Di Cesare 36’ Godeas 62’ Caridi 67’ (rig.) | Marcatori | 51’, 75’ Bruno |

| Arbitro: | Gervasoni (Mantova) |

|             |           |               |
| Pinardi 55’ | Marcatori | 29’ Sacilotto |

| Arbitro: | Velotto (Grosseto) |

|                 |           |                  |
| Giubilato 90+2’ | Marcatori | 19’, 21’ Pinardi |

| Arbitro: | Pinzani (Empoli) |

|              |           |  |
| Tamburini 1’ | Marcatori |  |

| Arbitro: | Girardi (San Donà di Piave) |

|                             |           |                     |
| Cerci 32’, 57’ Castillo 47’ | Marcatori | 23’, 53’, 87’ Bruno |

| Arbitro: | Rosetti (Torino) |

|                  |           |                              |
| Longo 89’ (rig.) | Marcatori | 13’ Confalone 75’ Di Gennaro |

| Arbitro: | De Marco (Chiavari) |

|                            |           |  |
| Abbruscato 17’ Vives 90+4’ | Marcatori |  |

| Arbitro: | Tommasi (Bassano del Grappa) |

|           |           |                           |
| Koffi 89’ | Marcatori | 24’ Granoche 60’ Rossetti |

| Arbitro: | C. Russo (Nola) |

|                           |           |  |
| Okaka 4’, 28’ Pinardi 57’ | Marcatori |  |

| Arbitro: | Stefanini (Prato) |

|                           |           |  |
| Zoboli 31’ Possanzini 89’ | Marcatori |  |

| Arbitro: | Palanca (Roma) |

|             |           |              |
| Cosenza 68’ | Marcatori | 45’ Colacone |

| Arbitro: | Salati (Trento) |

|                                       |           |                      |
| Koffi 34’ (rig.) Bocchetti 60’ (aut.) | Marcatori | 26’ Amerini 51’ Lodi |

| Arbitro: | Marelli (Como) |

|              |           |           |
| Perrulli 64’ | Marcatori | 78’ Okaka |

| Arbitro: | Cavarretta (Trapani) |

|           |           |                |
| Bruno 11’ | Marcatori | 29’ Piovaccari |

#### Girone di ritorno
| Arbitro: | Herberg (Messina) |

|  |           |                              |
|  | Marcatori | 31’ (rig.) Pinardi 74’ Okaka |

| Arbitro: | Tommasi (Bassano del Grappa) |

|                        |           |  |
| Antonazzo 5’ Okaka 26’ | Marcatori |  |

| Arbitro: | Squillace (Catanzaro) |

|                            |           |                        |
| Ceccarelli 30’ Millesi 87’ | Marcatori | 4’ Bruno 90+3’ Pinardi |

| Arbitro: | Bergonzi (Genova) |

|           |           |                                |
| Bolano 6’ | Marcatori | 26’ Pellissier 33’ Bentivoglio |

| Arbitro: | Pantana (Macerata) |

|                                        |           |            |
| Bonazzi 20’ Ruopolo 57’ N. Ferrari 83’ | Marcatori | 32’ Bolano |

| Arbitro: | Ciampi (Roma) |

|  |           |                             |
|  | Marcatori | 24’ Ricchiuti 56’ Paraschiv |

| Arbitro: | Trefoloni (Siena) |

|                                                  |           |                                           |
| Giosa 52’ M. Stendardo 66’ Biancolino 87’ (rig.) | Marcatori | 12’ (aut.) D'Aversa 48’ (rig.), 64’ Bruno |

| Arbitro: | Pinzani (Empoli) |

|                           |           |                            |
| Bruno 26’ Tamburini 90+4’ | Marcatori | 57’ Godeas 77’ (rig.) Doga |

| Arbitro: | Velotto (Grosseto) |

|                   |           |           |
| Ola 32’ Croce 86’ | Marcatori | 74’ Longo |

| Arbitro: | Lops (Torino) |

|           |           |                |
| Longo 66’ | Marcatori | 45+3’ Morosini |

| Arbitro: | Tommasi (Bassano del Grappa) |

|             |           |            |
| Mengoni 25’ | Marcatori | 8’ Pinardi |

| Modena 29 marzo 2008, ore 16:00 33ª giornata | Modena         | 0 – 0 referto | Pisa | Stadio Alberto Braglia (9.450 spett.)\| Arbitro: \| Palanca (Roma) \| |
| Arbitro:                                     | Palanca (Roma) |               |      |                                                                       |

| Arbitro: | Farina (Novi Ligure) |

|                                                     |           |           |
| Marazzina 14’ Valiani 44’ Bucchi 53’ Bombardini 80’ | Marcatori | 20’ Okaka |

| Arbitro: | Brighi (Cesena) |

|               |           |                                 |
| Antonazzo 39’ | Marcatori | 48’ Tiribocchi 73’ (aut.) Perna |

| Arbitro: | Lops (Torino) |

|                                       |           |             |
| Granoche 50’, 82’ (rig.) Kyriazis 59’ | Marcatori | 15’ Fantini |

| Arbitro: | Herberg (Messina) |

|           |           |           |
| Gazzi 59’ | Marcatori | 13’ Bruno |

| Arbitro: | Romeo (Verona) |

|  |           |                                |
|  | Marcatori | 46’, 53’ Possanzini 65’ Zoboli |

| Arbitro: | Ayroldi (Molfetta) |

|             |           |                       |
| Pinardi 42’ | Marcatori | 52’ (rig.), 70’ Succi |

| Arbitro: | Palanca (Roma) |

|                      |           |                                    |
| Eder 28’ Lucenti 37’ | Marcatori | 7’, 21’ Bruno 35’ Ungari 61’ Koffi |

| Arbitro: | Pierpaoli (Firenze) |

|          |           |                                |
| Bruno 1’ | Marcatori | 32’ Biabiany 42’ (rig.) Soncin |

| Arbitro: | Lops (Torino) |

|                   |           |                  |
| Lupoli 35’ (rig.) | Marcatori | 25’ (rig.) Bruno |

### Coppa Italia
| Arbitro: | Bergonzi (Genova) |

|                                 |           |           |
| Marazzina 64’ Carrus 75’ (rig.) | Marcatori | 48’ Bruno |